# 石兆棠
石兆棠（1909年—2005年），男，广西马平人，中华人民共和国哲学家、政治人物，曾任广西壮族自治区政协副主席，广西壮族自治区人大常委会副主任，广西大学副校长，第二、三、四、五、六届全国人大代表。